# Filialkirche Kößlwang

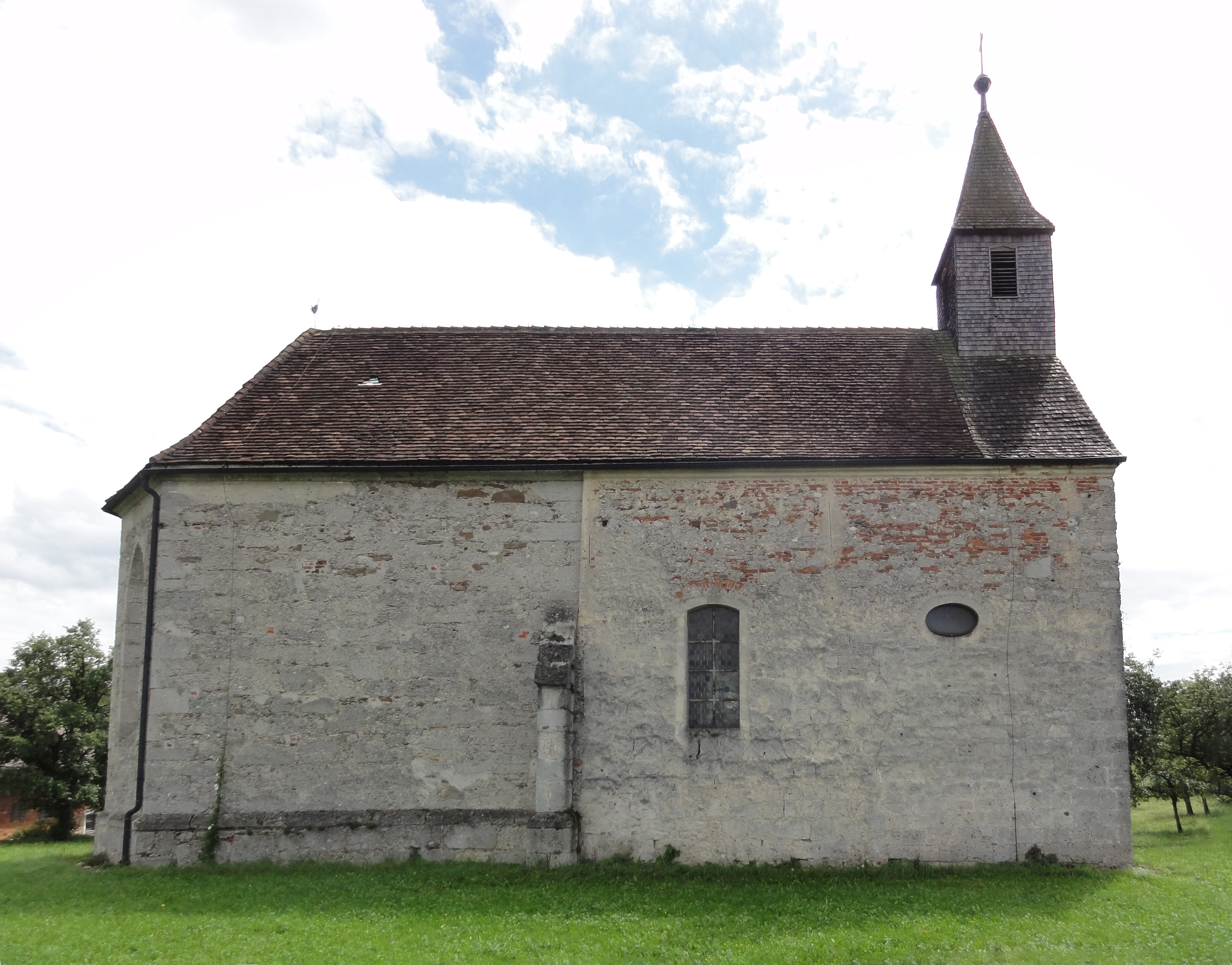
Kirche St. Georg, Nordseite

Die Filialkirche Kößlwang ist eine römisch-katholische Kirche in Kößlwang, einer Ortschaft der oberösterreichischen Marktgemeinde Bad Wimsbach-Neydharting (Bezirk Wels-Land), im Dekanat Gmunden. Sie trägt das Patrozinium Hl. Georg und steht unter Denkmalschutz.

## Geschichte
Der Ort Kößlwang wurde im Jahr 1135 erstmals urkundlich genannt. Vermutlich entstand im 12. Jahrhundert auch eine erste kleine Kapelle im Stil der Romanik direkt über einer alten heidnischen Kultstätte. Dieser erste Bau wurde in der Zeit der Gotik wohl Ende des 15. Jahrhunderts erweitert und der typisch romanische Ostabschluss mit halbkreisförmigem Grundriss durch einen spätgotischen Chor ersetzt sowie eine Sakristei an der Südseite ergänzt. Dabei ging die ursprüngliche Außenmauer in diesem Bereich der Langseite verloren, es wurde jedoch auch viel Baumaterial aus der romanischen Zeit wiederverwendet. Grund für die Erweiterung war möglicherweise, dass die bis dahin katholisch genutzte Pfarrkirche in Wimsbach an die Protestanten gegangen und die katholische Bevölkerung zu zahlreich für die kleine Kapelle in Kößlwang gewesen war.
Während der Barockzeit erfuhr die Kirche 1714 oder 1715 eine nochmalige Erweiterung, indem sie erhöht wurde. Ein Teil der heutigen Innenausstattung (zwei Heiligenfiguren und der Hochaltar) kam 1708 in die Kirche und stammt aus dem Vorgängerbau der heutigen Wimsbacher Pfarrkirche.
2017 wurden das Dach und der Dachreiter, der als Glockenturm dient, umfassend saniert. Die Kosten dafür betrugen rund 100.000 Euro und wurden von der Pfarre mit Unterstützung der Diözese Linz aufgebracht.
Jedes Jahr ist die Kößlwanger Georgskirche am 23. April Ziel eines Georgiritts, einer traditionellen Wallfahrt zu Fuß und zu Pferd. Alle Teilnehmer nehmen vor der Filialkirche in Wim Aufstellung und ziehen über Dorfham nach Kößlwang, wo dann eine Messe mit Pferdesegnung zelebriert wird.

## Architektur

### Äußeres
Bei der Kirche handelt es sich um einen schlichten, unverputzten Bau. Er vereint die Baustile dreier Epochen, was gut an seinen unterschiedlichen Fenstern erkennbar ist. Er besitzt die Reste zweier romanischer Rundbogenfenster, spätgotische Spitzbogenfenster mit Maßwerk und auch zwei hohe Stichbogenfenster aus der Barockzeit. Das romanische Mauerwerk wurde aus behauenen Tuffsteinquadern errichtet, während die Mauern späterer Erweiterungen aus Feldstein und Ziegeln bestehen. An der Westfront sind die Baumaterialien der unterschiedlichen Epochen deutlich voneinander zu unterscheiden und lassen dabei die neueren Mauern der barocken Erweiterung gegenüber dem gotischen Dreiecksgiebel gut erkennen. An der südlichen Langseite ist dem Bau eine Sakristei mit Pultdach angebaut. Das ziegelgedeckte Satteldach ist über dem Westgiebel von einem barocken Dachreiter mit goldener Turmkugel und Kreuz bekrönt.

### Innenraum
Das Innere der einschiffigen Kirche kann durch einen schmucklosen Eingang mit Granitrahmung an der Südseite des Gebäudes betreten werden. Der dahinter liegende Vorraum ist durch ein schwarzes Eisengitter vom zweijochigen Langhaus abgetrennt. Dieses misst 7,53 × 9,9 Meter und besitzt eine Decke mit Stichkappentonne, deren abschließende Gurtbögen von toskanischen Pilastern bzw. Halbpilastern getragen werden. Am Westende des Langhauses ruht eine hölzerne Empore auf zwei Holzsäulen. Dem Kirchenschiff schließt sich im Osten der zweijochige, spätgotische Chor mit Netzrippengewölbe und Fünfachtelschluss an. Der Fußbodenbelag von Langhaus und Chor besteht aus gebrannten, roten Tonplatten.
Die an der Südseite der Kirche angebaute, zweigeschoßige Sakristei besitzt einen rechteckigen Grundriss und wird im Erdgeschoß von einem Kreuzgewölbe überspannt.

## Ausstattung
Der schwarze Hochaltar mit vergoldetem Dekor aus dem zweiten Viertel des 17. Jahrhunderts stammt aus der alten Bad Wimsbacher Pfarrkirche und wurde im Jahr 1708 im Kößlwanger Gotteshaus aufgestellt. Daran erinnert eine Inschrift im Mittelfeld des Altaraufbaus. Das Hauptgemälde des Retabels zeigt die Krönung Mariens, während in den beiden Seitengemälden Mariä Verkündigung dargestellt ist. Ein weiteres Gemälde in der Retabelbekrönung in Form eines gesprengten Giebels zeigt Gott Vater und Gott Sohn mit der Krone für die Krönung Mariens.
Gemeinsam mit dem Hochaltar kamen auch zwei Statuen aus Bad Wimsbach nach Kößlwang. Die rechts des Altars stehende stellt den heiligen Antonius dar und ist eine hochbarocke Arbeit vom Beginn des 18. Jahrhunderts. Die Figur links des Altars verkörpert Sankt Georg. Diese spätgotische Skulptur wird auf die Zeit um 1440 datiert und zeigt den Heiligen mit Ritterrüstung im Kampf gegen den Drachen.

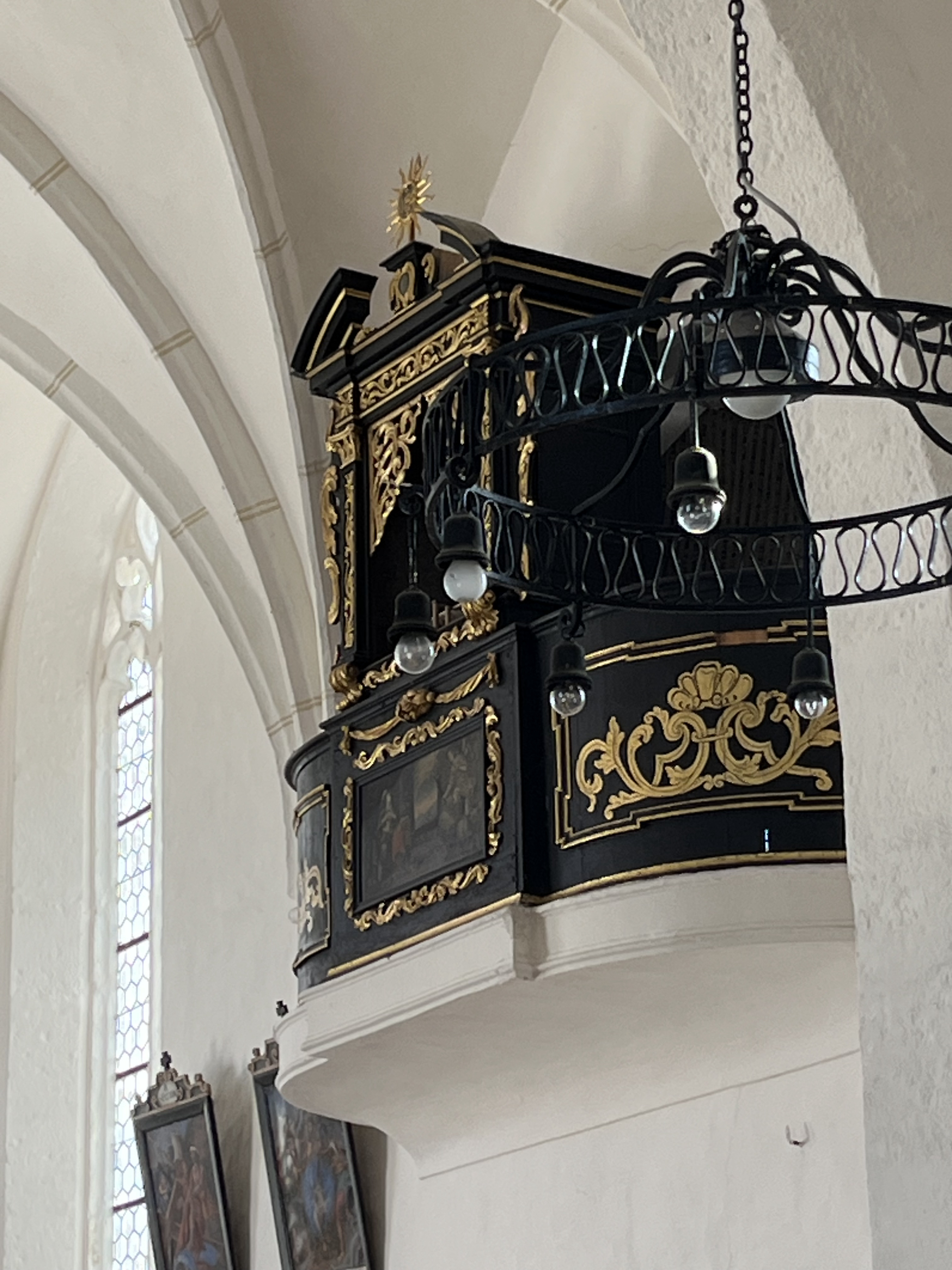
Orgelgehäuse an der Südwand des Chors

An der Südwand des Chors steht – auf einer großen Konsole – ein schwarzes Orgelgehäuse. Auch dieses stammt aus Bad Wimsbach und gehörte dort zur ersten, noch von Hand betriebenen, Orgel in der alten Pfarrkirche. Die Orgel wurde 1692 – vielleicht vom Wimsbacher Schulmeister Sandtmayr – angefertigt.
Die barocke Kanzel an der linken Seite des Chorbogens stammt aus dem Jahr 1710. Sie ist schwarz gefasst und besitzt goldene Verzierungen. Die Außenseite ihres achteckigen Kanzelkorbs zeigt schmale Säulen mit Kompositkapitellen an jeder Ecke. Dazwischen besitzt der Korb von Muscheln bekrönte Nischen mit Schnitzereien, welche die vier Evangelisten darstellen.
Das Kirchengestühl ist eine Arbeit aus der ersten Hälfte des 18. Jahrhunderts und kam 1737 in die Kirche.

### Glocken
Eine 1695 und die 1772 vom Linzer Glockengießer Karl Potz gegossene Glocke wurden 1917 zu Kriegszwecken requiriert. Bis 1922 war die Filialkirche daraufhin glockenlos, ehe sie in jenem Jahr die kleine Glocke der Filialkirche Wim als Ersatz erhielt. Die neue Glocke wog etwa 20 Kilogramm und hatte einen Durchmesser von 28 Zentimetern.
Heute beherbergt der Dachreiter ein kleines zweistimmiges Geläut, dessen beide Glocken in der Oberösterreichischen Glocken- und Metallgießerei St. Florian gegossen wurden.
| Nr. | Name           | Masse | Durchmesser | Nominal | Gussjahr |
| --- | -------------- | ----- | ----------- | ------- | -------- |
| 1   | Georgsglocke   | 50 kg | 41,9 cm     | h2      | 1949     |
| 2   | Friedensglocke | 32 kg | 36,2 cm     | cis3    | 1949     |